# BFGoodrich Langstreckenmeisterschaft 2006
Die BFGoodrich Langstreckenmeisterschaft 2006 war die 30. Saison der BFGoodrich Langstreckenmeisterschaft, einer Automobil-Rennveranstaltung für den Breitensport, und wurde von der Veranstaltergemeinschaft Langstreckenpokal Nürburgring ausgetragen. Sie begann am 25. März 2006 und endete am 28. Oktober 2006 nach zehn Läufen auf der Nürburgring Nordschleife.
Die Meisterschaft gewannen Mario Merten und Wolf Silvester in einem BMW 318is E36 vom Team Bonk Motorsport.

## Rennkalender
| Datum         | Rennen                                | Distanz |
| ------------- | ------------------------------------- | ------- |
| 25. März 2006 | 55. ADAC Westfalenfahrt (abgesagt)    | 4h      |
| 8. Apr. 2006  | 31. DMV 4-Stunden-Rennen              | 4h      |
| 22. Apr. 2006 | 48. ADAC ACAS H&R-Cup                 | 4h      |
| 20. Mai 2006  | 37. Adenauer ADAC Rundstrecken-Trophy | 4h      |
| 8. Juli 2006  | 46. ADAC Reinoldus-Langstreckenrennen | 4h      |
| 29. Juli 2006 | 29. RCM DMV Grenzlandrennen           | 4h      |
| 26. Aug. 2006 | 6h ADAC Ruhr-Pokal-Rennen             | 6h      |
| 30. Sep. 2006 | 38. ADAC Barbarossapreis              | 3,5h    |
| 14. Okt. 2006 | 30. DMV 250-Meilen-Rennen             | 4h      |
| 28. Okt. 2006 | 31. DMV Münsterlandpokal              | 4h      |

Die Westfalenfahrt wurde witterungsbedingt abgesagt.

## Ergebnisse

### 31. DMV 4-Stunden-Rennen
| Platz | Fahrer                                         | Team                | Fahrzeug (Klasse)          | Zeit (Runden)    |
| ----- | ---------------------------------------------- | ------------------- | -------------------------- | ---------------- |
| 1     | Lucas Luhr Timo Bernhard Marcel Tiemann        | Manthey Racing      | Porsche 996 GT3 RSR (SP7)  | 3:26:19.325 (23) |
| 2     | Reinhold Mölig Volker Strycek                  | Mölig Racing        | Irmscher V8 Star (E1-XP)   | + 2:42.922 (23)  |
| 3     | Johannes Scheid Oliver Kainz Dennis Rostek     | Scheid Motorsport   | BMW M3 V8 4.0 (SP7)        | + 4:12.182 (23)  |
| 4     | Bert Lambrecht Jean-François Hemroulle         | Manthey Racing      | Porsche 996 GT3 Cup (Cup4) | + 9:46.029 (23)  |
| 5     | Reik Kleinherbers Detlef Hirsch Michael Langer | Reik-Racing         | Audi V8 Star (E1-XP)       | + 11:47.644 (23) |
| 6     | Wolfgang Destreé Kersten Jodexnis              |                     | Porsche 997 GT3 RSR (SP7)  | + 1 Runde (22)   |
| 7     | Stefan Kissling                                | Kissling Motorsport | Opel Astra GTC (SP3)       | + 1 Runde (22)   |
| 8     | Gary Williams Daniel Cooke Julian Perry        | Manthey Racing      | Porsche 996 GT3 Cup (Cup4) | + 1 Runde (22)   |
| 9     | Michael Irmgartz Klaus Flettner                | Irmgartz Motorsport | Porsche 996 GT3 Cup (Cup4) | + 1 Runde (22)   |
| 10    | Marc Hennerici Claudia Hürtgen Ralph Bohnhorst | Schubert Motors     | BMW 320i (SP3)             | + 1 Runde (22)   |

### 48. ADAC ACAS H&R-Cup
| Platz | Fahrer                                   | Team                    | Fahrzeug (Klasse)          | Zeit (Runden)    |
| ----- | ---------------------------------------- | ----------------------- | -------------------------- | ---------------- |
| 1     | Lucas Luhr Timo Bernhard Marcel Tiemann  | Manthey Racing          | Porsche 996 GT3 RSR (SP7)  | 3:58:22.420 (27) |
| 2     | Jürgen Alzen Klaus Ludwig                | Jürgen Alzen Motorsport | Porsche 997 GT3 RSR (SP7)  | + 3:59.375 (27)  |
| 3     | Michael Bäder Tobias Hagenmeyer          | Team MB Autotechnik     | BMW M3 (SP7)               | + 6:47.181 (27)  |
| 4     | Andreas Schall Ralf Schall               | Schall Motorsport       | Opel Astra DTM (E1-XP)     | + 10:05.412 (27) |
| 5     | Wolfgang Destreé Kersten Jodexnis        |                         | Porsche 997 GT3 RSR (SP7)  | + 1 Runde (26)   |
| 6     | Ralf Weiner                              |                         | Porsche 996 GT3 RS (SP7)   | + 1 Runde (26)   |
| 7     | Karl Christian Lück Kurt Thiim           |                         | Porsche 996 GT3 RSR (SP7)  | + 1 Runde (26)   |
| 8     | Bert Lambrecht Jean-François Hemroulle   | Manthey Racing          | Porsche 996 GT3 Cup (Cup4) | + 1 Runde (26)   |
| 9     | Jörg Otto Georg Weiss Peter-Paul Pietsch | Captain Racing          | Porsche 996 GT3 Cup (Cup4) | + 1 Runde (26)   |
| 10    | Reinhold Mölig Roland Asch               | Mölig Racing            | Irmscher V8 Star (E1-XP)   | + 1 Runde (26)   |

### 37. Adenauer ADAC Rundstrecken-Trophy
| Platz | Fahrer                                                  | Team              | Fahrzeug (Klasse)                | Zeit (Runden)    |
| ----- | ------------------------------------------------------- | ----------------- | -------------------------------- | ---------------- |
| 1     | Marc Basseng Patrick Simon                              | Land Motorsport   | Porsche 996 GT3 RSR (SP7)        | 2:23:10.137 (13) |
| 2     | Marcel Tiemann Arno Klasen                              | Manthey Racing    | Porsche 996 GT3 RSR (SP7)        | + 2:16.181 (13)  |
| 3     | Andreas Schall Ralf Schall Volker Strycek               | Schall Motorsport | Opel Astra DTM (E1-XP)           | + 2:41.958 (13)  |
| 4     | Sabine Schmitz Klaus Abbelen                            | Frikadelli Racing | Porsche 997 GT3 Supercup (SP7)   | + 6:34.709 (13)  |
| 5     | Dieter Quester Hans-Joachim Stuck                       | Duller Motorsport | BMW M3 (SP6)                     | + 6:38.411 (13)  |
| 6     | Reinhold Mölig                                          | Mölig Racing      | Irmscher V8 Star (E1-XP)         | + 7:46.811 (13)  |
| 7     | Claudia Hürtgen Marc Hennerici Torsten Schubert         | Schubert Motors   | BMW 120d (SP10)                  | + 11:19.907 (13) |
| 8     | Matthias Holle Wolfgang Weber Uwe Nittel                |                   | Honda S2000 (SP3)                | + 13:17.181 (13) |
| 9     | Elmar Deegener Jürgen Wohlfarth                         | Raeder Motorsport | Mitsubishi Lancer Evo VIII (SP6) | + 13:17.181 (13) |
| 10    | Georg Weiss Peter-Paul Pietsch Jörg Otto Michael Jacobs | Captain Racing    | Porsche 996 GT3 Cup (SP7)        | + 13:54.377 (13) |

### 46. ADAC Reinoldus-Langstreckenrennen
| Platz | Fahrer                                          | Team                    | Fahrzeug (Klasse)              | Zeit (Runden)    |
| ----- | ----------------------------------------------- | ----------------------- | ------------------------------ | ---------------- |
| 1     | Jürgen Alzen Uwe Alzen                          | Jürgen Alzen Motorsport | Porsche 997 GT3 RSR (SP7)      | 2:18:22.181 (16) |
| 2     | Peter Mamerow Christian Mamerow                 | Mamerow Racing          | Porsche 996 GT3 RSR (SP7)      | + 41.569 (16)    |
| 3     | Marc Basseng Patrick Simon                      | Land Motorsport         | Porsche 996 GT3 RSR (SP7)      | + 2:07.364 (16)  |
| 4     | Dirk Riebensahm Christopher Gerhard Werner Mohr | Zakspeed                | Dodge Viper GTS-R (SP8)        | + 3:30.641 (16)  |
| 5     | Andreas Schall Ralf Schall                      | Schall Motorsport       | Opel Astra DTM (E1-XP)         | + 3:31.470 (16)  |
| 6     | Reinhold Mölig                                  | Mölig Racing            | Irmscher V8 Star (E1-XP)       | + 5:42.715 (16)  |
| 7     | Joachim Thyssen Klaus Rader                     | Jürgen Alzen Motorsport | Porsche 996 GT3 RS (SP7)       | + 6:20.604 (16)  |
| 8     | Klaus Abbelen Sabine Schmitz                    | Frikadelli Racing       | Porsche 997 GT3 Supercup (SP7) | + 6:25.039 (16)  |
| 9     | Bert Lambrecht Jean-François Hemroulle          | Manthey Racing          | Porsche 996 GT3 Cup (Cup4)     | + 8:21.484 (16)  |
| 10    | Peter Scharmach Marco Wolf                      | Land Motorsport         | Porsche 996 GT3 Cup (Cup4)     | + 8:53.403 (16)  |

### 29. RCM DMV Grenzlandrennen
| Platz | Fahrer                                          | Team              | Fahrzeug (Klasse)              | Zeit (Runden)    |
| ----- | ----------------------------------------------- | ----------------- | ------------------------------ | ---------------- |
| 1     | Marc Basseng Patrick Simon                      | Land Motorsport   | Porsche 996 GT3 RSR (SP7)      | 4:01:17.249 (26) |
| 2     | Andreas Schall Ralf Schall                      | Schall Motorsport | Opel Astra DTM (E1-XP)         | + 5:37.045 (26)  |
| 3     | Klaus Abbelen Sabine Schmitz                    | Frikadelli Racing | Porsche 997 GT3 Supercup (SP7) | + 1 Runde (25)   |
| 4     | Hermann Tilke Dirk Adorf Peter Oberndorfer      | Raeder Motorsport | Lamborghini Gallardo (SP8)     | + 1 Runde (25)   |
| 5     | Wolfgang Destreé Kersten Jodexnis               |                   | Porsche 997 GT3 RSR (SP7)      | + 1 Runde (25)   |
| 6     | Rudi Adams Gregor Vogler                        | Dörr Motorsport   | BMW M3 (SP6)                   | + 1 Runde (25)   |
| 7     | Marc Hennerici Claudia Hürtgen Torsten Schubert | Schubert Motors   | BMW 120d (SP10)                | + 1 Runde (25)   |
| 8     | Ralf Weiner                                     |                   | Porsche 996 GT3 RS (SP7)       | + 1 Runde (25)   |
| 9     | Michael Schratz Johannes Siegler                | Steam Racing      | Porsche 996 GT3 RSR (SP7)      | + 1 Runde (25)   |
| 10    | Michael Bonk Ralf-Peter Bonk Oliver Rövenich    | Bonk Motorsport   | BMW M3 (SP5)                   | + 1 Runde (25)   |

### 6h ADAC Ruhr-Pokal-Rennen
| Platz | Fahrer                                                                    | Team                | Fahrzeug (Klasse)              | Zeit (Runden)    |
| ----- | ------------------------------------------------------------------------- | ------------------- | ------------------------------ | ---------------- |
| 1     | Michael Bäder Tobias Hagenmeyer Markus Gedlich                            | Team MB Autotechnik | BMW M3 V8 4.0 (SP7)            | 6:05:19.506 (40) |
| 2     | Andreas Schall Ralf Schall                                                | Schall Motorsport   | Opel Astra DTM (E1-XP)         | + 6:38.671 (40)  |
| 3     | Klaus Abbelen Sabine Schmitz                                              | Frikadelli Racing   | Porsche 997 GT3 Supercup (SP7) | + 7:54.196 (40)  |
| 4     | Dirk Riebensahm Christopher Gerhard Werner Mohr Hans-Peter Huppert-Nieder | Zakspeed            | Dodge Viper GTS-R (SP8)        | + 9:04.483 (40)  |
| 5     | Michael Irmgartz Georg Berlandy                                           | Irmgartz Motorsport | Porsche 996 GT3 Cup (Cup4)     | + 1 Runde (39)   |
| 6     | Jörn Schmidt-Staade Stefan Müller Thomas Koll                             | AGON Motorsport     | Porsche 996 GT3 Cup (Cup4)     | + 2 Runden (38)  |
| 7     | Wolfgang Destreé Kersten Jodexnis Ralf Weiner                             |                     | Porsche 997 GT3 RSR (SP7)      | + 2 Runden (38)  |
| 8     | Claudia Hürtgen Marc Hennerici Johannes Stuck                             | Schubert Motors     | BMW 120d (SP10)                | + 2 Runden (38)  |
| 9     | Jonathan Baker David Croft Dirk Schoysman                                 | Manthey Racing      | Porsche 996 GT3 Cup (Cup4)     | + 2 Runden (38)  |
| 10    | Willi Obermann Ivano Giuliani Ullrich Galladé                             | MSC Ruhr Blitz      | BMW M3 (SP5)                   | + 2 Runden (38)  |

### 38. ADAC Barbarossapreis
| Platz | Fahrer                                         | Team                    | Fahrzeug (Klasse)          | Zeit (Runden)    |
| ----- | ---------------------------------------------- | ----------------------- | -------------------------- | ---------------- |
| 1     | Marc Basseng Patrick Simon                     | Land Motorsport         | Porsche 996 GT3 RSR (SP7)  | 3:34:46.002 (24) |
| 2     | Peter Mamerow Christian Mamerow                | Mamerow Racing          | Porsche 996 GT3 RSR (SP7)  | + 3:03.487 (24)  |
| 3     | Michael Bäder Tobias Hagenmeyer Markus Gedlich | Team MB Autotechnik     | BMW M3 (SP7)               | + 3:03.566 (24)  |
| 4     | Jürgen Alzen Thomas Messer                     | Jürgen Alzen Motorsport | Porsche 997 GT3 RSR (SP7)  | + 3:20.394 (24)  |
| 5     | Christopher Gerhard Dirk Riebensahm            | Zakspeed                | Dodge Viper GTS-R (SP8)    | + 5:28.705 (24)  |
| 6     | Lance David Arnold Jan Seyffarth               | Manthey Racing          | Porsche 996 GT3 Cup (Cup4) | + 1 Runde (23)   |
| 7     | Wolfgang Destreé Kersten Jodexnis              |                         | Porsche 997 GT3 RSR (SP7)  | + 1 Runde (23)   |
| 8     | Michael Irmgartz Georg Berlandy                | Irmgartz Motorsport     | Porsche 996 GT3 Cup (Cup4) | + 1 Runde (23)   |
| 9     | Johannes Scheid Oliver Kainz Dennis Rostek     | Scheid Motorsport       | BMW M3 (SP7)               | + 1 Runde (23)   |
| 10    | Rudi Adams Gregor Vogler                       | Dörr Motorsport         | BMW M3 (SP6)               | + 1 Runde (23)   |

### 30. DMV 250-Meilen-Rennen
| Platz | Fahrer                                                        | Team               | Fahrzeug (Klasse)              | Zeit (Runden)    |
| ----- | ------------------------------------------------------------- | ------------------ | ------------------------------ | ---------------- |
| 1     | Marc Basseng Patrick Simon                                    | Land Motorsport    | Porsche 996 GT3 RSR (SP7)      | 4:02:37.820 (27) |
| 2     | Dirk Riebensahm Christopher Gerhard Hans-Peter Huppert-Nieder | Zakspeed           | Dodge Viper GTS-R (SP8)        | + 4:48.840 (27)  |
| 3     | Reinhold Mölig                                                | Mölig Racing       | Irmscher V8 Star (E1-XP)       | + 5:18.021 (27)  |
| 4     | Andreas Schall Ralf Schall Volker Strycek                     | Schall Motorsport  | Opel Astra DTM (E1-XP)         | + 8:18.050 (27)  |
| 5     | Jochen Krumbach Tom Cloet                                     | Mühlner Motorsport | Porsche 997 GT3 Cup (SP7)      | + 1 Runde (26)   |
| 6     | Frank Lorenzo Harald Jacksties Nils Bartels                   | Inter Racing       | Porsche 996 GT3 RS (SP6)       | + 1 Runde (26)   |
| 7     | Reik Kleinherbers Michael Langer Detlef Hirsch                | Reik-Racing        | Audi V8 Star (E1-XP)           | + 1 Runde (26)   |
| 8     | Klaus Abbelen Sabine Schmitz                                  | Frikadelli Racing  | Porsche 997 GT3 Supercup (SP7) | + 1 Runde (26)   |
| 9     | Michael Schratz Johannes Siegler                              | Steam Racing       | Porsche 996 GT3 RSR (SP7)      | + 1 Runde (26)   |
| 10    | Claudia Hürtgen Marc Hennerici Torsten Schubert               | Schubert Motors    | BMW 120d (SP10)                | + 1 Runde (26)   |

### 31. DMV Münsterlandpokal
| Platz | Fahrer                                               | Team                | Fahrzeug (Klasse)                | Zeit (Runden)    |
| ----- | ---------------------------------------------------- | ------------------- | -------------------------------- | ---------------- |
| 1     | Marc Basseng Patrick Simon                           | Land Motorsport     | Porsche 996 GT3 RSR (SP7)        | 4:05:26.031 (26) |
| 2     | Andreas Schall Ralf Schall Volker Strycek            | Schall Motorsport   | Opel Astra DTM (E1-XP)           | + 8:51.902 (26)  |
| 3     | Michael Bäder Tobias Hagenmeyer Markus Gedlich       | Team MB Autotechnik | BMW M3 (SP7)                     | + 1 Runde (25)   |
| 4     | Christopher Gerhard Dirk Riebensahm Werner Mohr      | Zakspeed            | Dodge Viper GTS-R (SP8)          | + 1 Runde (25)   |
| 5     | Elmar Deegener Jürgen Wohlfarth                      | Raeder Motorsport   | Mitsubishi Lancer Evo VIII (SP6) | + 1 Runde (25)   |
| 6     | Rudi Adams Gregor Vogler                             | Dörr Motorsport     | BMW M3 (SP6)                     | + 1 Runde (25)   |
| 7     | Claudia Hürtgen Johannes Stuck Torsten Schubert      | Schubert Motors     | BMW 120d (SP10)                  | + 2 Runden (24)  |
| 8     | Christian Kohlhaas                                   |                     | MTM Audi 200 (SP4)               | + 2 Runden (24)  |
| 9     | Bert Lambrecht Jean-François Hemroulle Vincent Vosse | Manthey Racing      | Porsche 997 GT3 Cup (SP7)        | + 2 Runden (24)  |
| 10    | Jörg Otto Georg Weiss                                | Captain Racing      | Porsche 996 GT3 Cup (Cup4)       | + 2 Runden (24)  |